# Chengannūr
Chengannūr är en ort i Indien.   Den ligger i distriktet Alappuzha och delstaten Kerala, i den södra delen av landet, 2 100 km söder om huvudstaden New Delhi. Chengannūr ligger 14 meter över havet och antalet invånare är 25 043.
Terrängen runt Chengannūr är platt. Runt Chengannūr är det mycket tätbefolkat, med 1 221 invånare per kvadratkilometer. Närmaste större samhälle är Tiruvalla, 8,5 km nordväst om Chengannūr. Trakten runt Chengannūr består till största delen av jordbruksmark.